# Flaga obwodu nowosybirskiego
Flaga obwodu nowosybirskiego (NHR:1840) zatwierdzona 10 lipca 2003 to prostokątny materiał w proporcjach (szerokość do długości) - 2:3, składający się z pięciu nierównych pasów (wyliczając od drzewca): czerwonego, białego, niebieskiego, białego i zielonego, których wzajemne odnoszenia wynoszą: 5:3:2:3:5. W centrum flagi pomiędzy czerwonym a zielonym pasem umieszczone są figury z herbem obwodu nowosybirskiego; są to dwa czarne sobole, trzymające żółty korowaj z solniczką. Pod nimi pasy białe i niebieski są przecięte horyzontalną cienką linią, która na białych pasach jest czarna, a na niebieskim biała. Szerokość linii do szerokości flagi wynosi 1:80.